# كارلوس فيلا
كارلوس ألبيرتو فيلا جاريدو (بالإسبانية: Carlos Vela)‏ (ولد في 1 مارس 1989 في كانكون بولاية كينتانا رو في المكسيك) هو لاعب كرة قدم مكسيكي دولي مع منتخب بلاده في مركز الهجوم والجناح
انضم إلى آرسنال في 2005 واعير إلى سلتا فيغو في 2006، ونادي سلمانكا في 2007، ونادي أوساسونا في 2008 ثم أعير إلى وست بروميتش ألبيون في بداية 2011 وريال سوسييداد في نهاية 2011
ثم انتقل رسميا إلى نادي ريال سوسييداد بعد انتهاء اعارته ثم انتقل إلى لوس انجلوس الأمريكي في عام 2018.

## روابط خارجية
- كارلوس فيلا على موقع الاتحاد الدولي (مؤرشف)  (الإنجليزية)
- كارلوس فيلا على موقع الاتحاد الدولي (مؤرشف)  (الإنجليزية)
- كارلوس فيلا على موقع الاتحاد الأوربي (الإنجليزية)
- كارلوس فيلا على موقع الدوري الأمريكي (الإنجليزية)
- كارلوس فيلا على موقع قاعدة بيانات كرة القدم.إي يو (الإنجليزية)
- كارلوس فيلا على موقع ليكيب (الفرنسية)
- كارلوس فيلا على موقع ناشيونال فوتبول تيمز (الإنجليزية)
- كارلوس فيلا على موقع Soccerbase.com (لاعب) (الإنجليزية)
- كارلوس فيلا على موقع Soccerway.com (الإنجليزية)
- كارلوس فيلا على موقع عالم كرة القدم.نت (الإنجليزية)